# 25.º governo da Monarquia Constitucional
O 25.º governo da Monarquia Constitucional, ou 4.º governo da Regeneração, nomeado a 4 de julho de 1860 e exonerado a 17 de abril de 1865, foi presidido pelo marquês de Loulé, sendo interrompido pela presidência interina do visconde de Sá da Bandeira de 12 de setembro a 6 de outubro de 1862. A partir de 3 de outubro de 1862, foi atribuído o título ducal a Loulé. 
A sua constituição era a seguinte:
| Cargo                                                                                 | Detentor | Detentor                                           | Período                                          |
| ------------------------------------------------------------------------------------- | -------- | -------------------------------------------------- | ------------------------------------------------ |
| Presidente do Conselho de Ministros                                                   |          | Marquês/Duque de Loulé (1804–1875)                 | 4 de julho de 1860 a 17 de abril de 1865         |
| Presidente do Conselho de Ministros                                                   |          | Visconde de Sá da Bandeira (interino) (1795–1876)  | 12 de setembro de 1862 a 6 de outubro de 1862    |
| Ministro e Secretário de Estado dos Negócios do Reino                                 |          | Marquês de Loulé (1804–1875)                       | 4 de julho de 1860 a 21 de fevereiro de 1862     |
| Ministro e Secretário de Estado dos Negócios do Reino                                 |          | Anselmo José Braamcamp (interino) (1817–1885)      | 21 de fevereiro de 1862 a 16 de janeiro de 1864  |
| Ministro e Secretário de Estado dos Negócios do Reino                                 |          | Duque de Loulé (1804–1875)                         | 16 de janeiro de 1864 a 5 de março de 1865       |
| Ministro e Secretário de Estado dos Negócios do Reino                                 |          | Marquês de Sabugosa (1825–1897)                    | 5 de março de 1865 a 17 de abril de 1865         |
| Ministro e Secretário de Estado dos Negócios Eclesiásticos e de Justiça               |          | Alberto António de Morais Carvalho (1801–1878)     | 4 de julho de 1860 a 21 de fevereiro de 1862     |
| Ministro e Secretário de Estado dos Negócios Eclesiásticos e de Justiça               |          | Gaspar Pereira da Silva (1801–1870)                | 21 de fevereiro de 1862 a 5 de março de 1865     |
| Ministro e Secretário de Estado dos Negócios Eclesiásticos e de Justiça               |          | Anselmo José Braamcamp (interino) (1817–1885)      | 2 de novembro de 1863 a 16 de novembro de 1863   |
| Ministro e Secretário de Estado dos Negócios Eclesiásticos e de Justiça               |          | António Aires de Gouveia (1828–1916)               | 5 de março de 1865 a 17 de abril de 1865         |
| Ministro e Secretário de Estado dos Negócios da Fazenda                               |          | António José de Ávila (1807–1881)                  | 4 de julho de 1860 a 21 de fevereiro de 1862     |
| Ministro e Secretário de Estado dos Negócios da Fazenda                               |          | Joaquim Tomás Lobo de Ávila (1822–1901)            | 21 de fevereiro de 1862 a 5 de março de 1865     |
| Ministro e Secretário de Estado dos Negócios da Fazenda                               |          | Matias de Carvalho e Vasconcelos (1832–1910)       | 5 de março de 1865 a 17 de abril de 1865         |
| Ministro e Secretário de Estado dos Negócios da Guerra                                |          | Belchior José Garcez (interino) (1808–1865)        | 4 de julho de 1860 a 3 de dezembro de 1860       |
| Ministro e Secretário de Estado dos Negócios da Guerra                                |          | Visconde de Sá da Bandeira (1795–1876)             | 3 de dezembro de 1860 a 14 de janeiro de 1864    |
| Ministro e Secretário de Estado dos Negócios da Guerra                                |          | José Gerardo Ferreira de Passos (1801–1870)        | 14 de janeiro de 1864 a 5 de março de 1865       |
| Ministro e Secretário de Estado dos Negócios da Guerra                                |          | Marquês de Sá da Bandeira (1795–1876)              | 5 de março de 1865 a 17 de abril de 1865         |
| Ministro e Secretário de Estado dos Negócios da Marinha e Ultramar                    |          | Carlos Bento da Silva (1812–1891)                  | 4 de julho de 1860 a 21 de fevereiro de 1862     |
| Ministro e Secretário de Estado dos Negócios da Marinha e Ultramar                    |          | José da Silva Mendes Leal (1820–1886)              | 21 de fevereiro de 1862 a 12 de dezembro de 1864 |
| Ministro e Secretário de Estado dos Negócios da Marinha e Ultramar                    |          | João Crisóstomo (interino) (1811–1895)             | 12 de dezembro de 1864 a 5 de março de 1865      |
| Ministro e Secretário de Estado dos Negócios da Marinha e Ultramar                    |          | Duque de Loulé (1804–1875)                         | 5 de março de 1865 a 17 de abril de 1865         |
| Ministro e Secretário de Estado dos Negócios Estrangeiros                             |          | António José de Ávila (1807–1881)                  | 4 de julho de 1860 a 21 de fevereiro de 1862     |
| Ministro e Secretário de Estado dos Negócios Estrangeiros                             |          | Marquês/Duque de Loulé (1804–1875)                 | 21 de fevereiro de 1862 a 17 de abril de 1865    |
| Ministro e Secretário de Estado dos Negócios Estrangeiros                             |          | Visconde de Sá da Bandeira (interino) (1795–1876)  | 12 de setembro de 1862 a 6 de outubro de 1862    |
| Ministro e Secretário de Estado dos Negócios das Obras Públicas, Comércio e Indústria |          | Tiago Augusto Veloso da Horta (1819–1863)          | 4 de julho de 1860 a 26 de fevereiro de 1862     |
| Ministro e Secretário de Estado dos Negócios das Obras Públicas, Comércio e Indústria |          | Marquês/Duque de Loulé (interino) (1804–1875)      | 26 de fevereiro de 1862 a 16 de janeiro de 1864  |
| Ministro e Secretário de Estado dos Negócios das Obras Públicas, Comércio e Indústria |          | Joaquim Tomás Lobo de Ávila (interino) (1822–1901) | 12 de setembro de 1862 a 6 de outubro de 1862    |
| Ministro e Secretário de Estado dos Negócios das Obras Públicas, Comércio e Indústria |          | João Crisóstomo (1811–1895)                        | 16 de janeiro de 1864 a 17 de abril de 1865      |